# Cyril Schäublin
Cyril Schaublin, né le 16 novembre 1984 à Zurich, est un cinéaste suisse.

## Biographie
Cyril Schäublin, descendant d'une famille horlogère du Jura suisse, a grandi à Zurich. À l'âge de onze ans, il commence à réaliser ses premiers films. Après le lycée, il s'installe en Chine et vit à Pékin de 2004 à 2006, où il étudie le mandarin à l'Académie centrale d'art dramatique de Pékin et travaille comme assistant sur diverses productions cinématographiques chinoises. Entre 2006 et 2012, il étudie à l'Académie allemande du cinéma et de la télévision de Berlin (DFFB), avec en 2009 une année d'échange à Paris. À la DFFB, il est l'élève de Lav Diaz et de James Benning et réalise de nombreux courts métrages. En 2017, il fonde la société de production Seeland Filmproduktion GmbH à Zurich, du nom du recueil de nouvelles Seeland de Robert Walser. Il est membre de l'Académie européenne du cinéma et de l'Académie suisse du cinéma.

## Œuvre

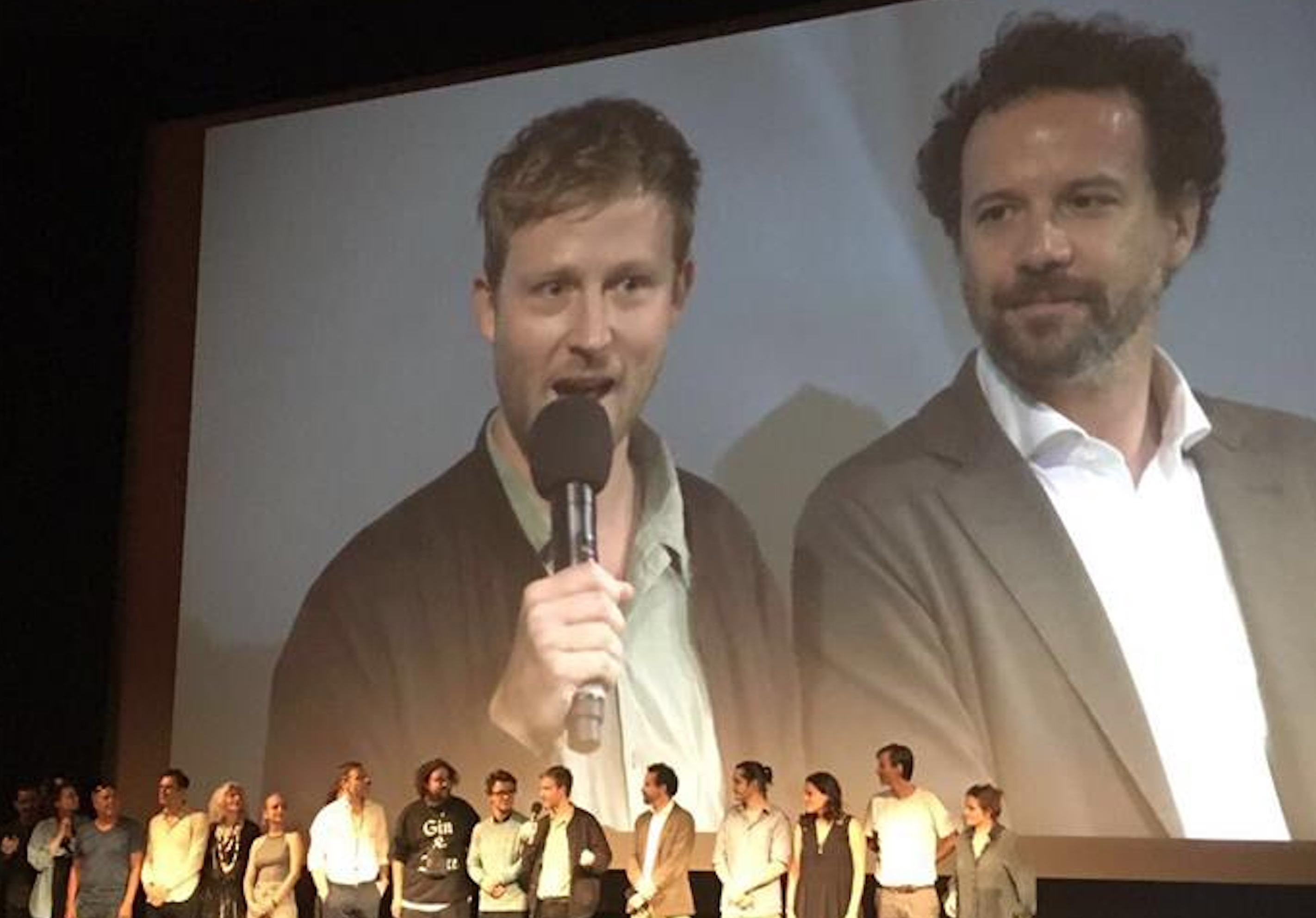
Cyril Schäublin en août 2017 à la première de Ceux qui vont bien à Locarno avec Carlo Chatrian

Les courts métrages de Schäublin ont été projetés dans de nombreux festivals de cinéma à travers le monde. Il a attiré l'attention internationale en particulier avec son premier film Ceux qui vont bien, qui a été récompensé dans les festivals du film de Locarno et d'Édimbourg et a été nommé pour le Prix du cinéma européen 2018. La première américaine a eu lieu en 2018 au Museum of Modern Art de New York dans le cadre du 47ème New Directors / New Films Film Festival. En 2018, Ceux qui vont bien remporte le Prix du film de Zurich. Son travail a également été exposé dans des galeries et des musées, par exemple au Palais de Tokyo à Paris, au MoMA (New York), au Pera-Museum à Istanbul, au Kunsthaus Graz et au HKW à Berlin. Son deuxième long métrage Désordres est présenté en première à la Berlinale 2022, où il remporte le prix du meilleur réalisateur dans la section Rencontres. Il est ensuite projeté dans des festivals du monde entier où il remporte plusieurs prix, tels que le New York Film Festival, le Toronto International Film Festival, le Festival international du film de Saint Sébastien, le Festival international du film de Thessalonique, le Festival international du film de São Paulo ou à la Viennale 2022.

## Distinctions
Désordres : 
- 2019 : Prix International Arte Cinéma
- 2019 : Prix Fondation Camargo
- 2022 : Prix du meilleur réalisateur – section Rencontres de la Berlinale 2022
- 2022 : Prix du meilleur film - Festival international du film de Jeonju 2022, Corée du Sud
- 2022 : Prix de la "Meilleure contribution artistique" - Festival international du film de Pékin 2022, Chine
- 2022 : Prix du meilleur film - Muestra de Cine Lanzarote 2022, Espagne
- 2022 : Prix Ciné+ - Festival du film de Belfort - Entrevues, France
- 2022 : Prix FIPRESCI - Viennale 2022[2]

Ceux qui vont bien :
- 2017 : Festival de Locarno – Lauréat Mention Spéciale du Jury
- 2018 : Prix du cinéma zurichois
- 2018 : Prix du cinéma européen – Nomination (Découverte européenne)
- 2018 : Prix du cinéma suisse – Nomination (Meilleur long métrage)
- 2018 : Festival international du film d'Édimbourg - Gagnant du meilleur film international
- 2018 : Festival international du film de Murcie - Lauréat du prix spécial du jury

## Filmographie
- 2007 : Mein Bruder, der Rabe (court-métrage de 12')
- 2009 : Lenny (court-métrage de 17')
- 2013 : Modern Times (court-métrage de 7')
- 2013 : Public Library (court-métrage de 8')
- 2017 : Ceux qui vont bien (Dene wos guet geit)
- 2022 : Désordres (Unrueh)